# Ceremonia de la iglesia de Santa Bárbara de Madrid de 1939

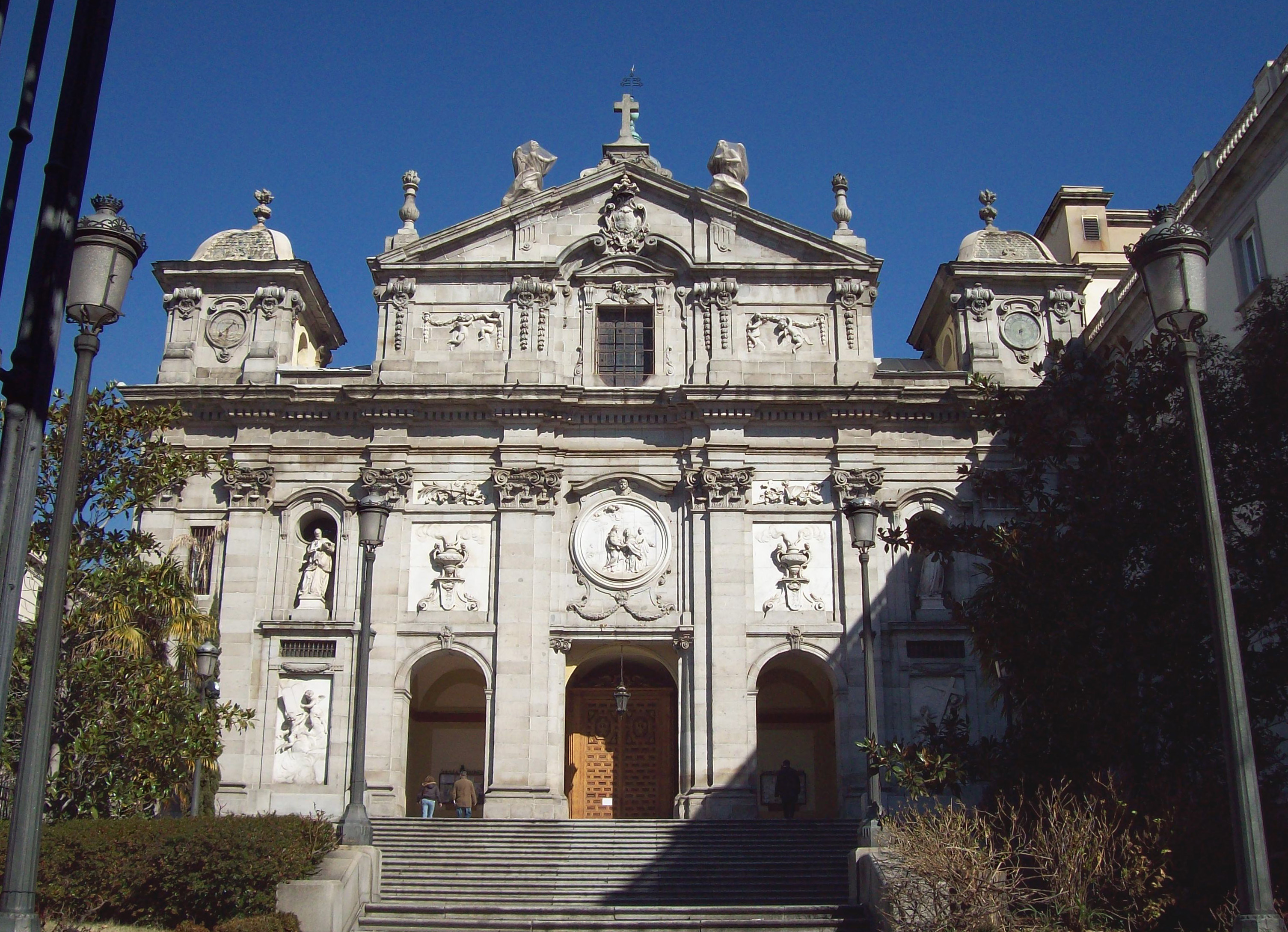
Exterior de la iglesia de Santa Bárbara, donde tuvo lugar la ceremonia de exaltación del Caudillo.

El 20 de mayo de 1939 tuvo lugar una simbólica ceremonia religiosa en la iglesia de Santa Bárbara de Madrid. Esta ceremonia se celebró un día después del Desfile de la Victoria, y mediante un ritual medievalizante que presagiaba el nacionalcatolicismo, reflejaba la voluntad de permanencia en el poder de Francisco Franco.
La iglesia de Santa Bárbara, también conocida como las Salesas Reales, la mandó construir la reina Bárbara de Braganza en el siglo XVIII. Se encuentra decorada con lujosos mármoles y mosaicos y había estado especialmente ligado a la casa real española.

## Antecedentes

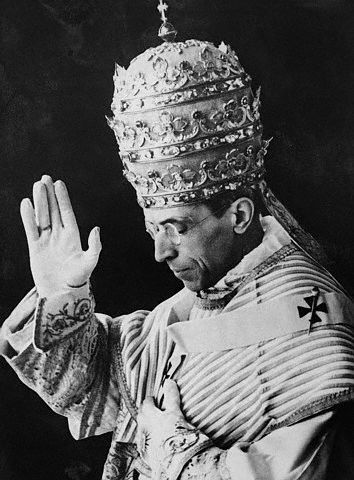
Coronación del papa Pío XII, marzo de 1939

Cuando se produjo el triunfo del bando nacional en la Guerra Civil Española, la «Iglesia española, que se había adherido masivamente al alzamiento, se volcó con entusiasmo en las fiestas de la victoria sobre la otra media. Y la misma Santa Sede, que durante la mayor parte del conflicto se había mostrado tan reticente, al final se sumó también a las celebraciones».
El 1 de abril de 1939, el mismo día en que el Generalísmo Franco emitió el famoso último parte en el que proclamaba «la guerra ha terminado», el papa Pío XII —el cardenal Pacelli que el día 2 de marzo había sido nombrado papa tras la muerte de Pío XI— felicitaba telegráficamente a Franco por su «victoria católica»:

Levantando nuestro corazón al Señor, agradecemos sinceramente, con Vuestra Excelencia, deseada victoria católica España. Hacemos votos porque este queridísimo país, alcanzada la paz, emprenda con nuevo vigor sus antiguas tradiciones, que tan grande lo hicieron. Con estos sentimientos, efusivamente enviamos a Vuestra Excelencia y a todo el pueblo español nuestra apostólica bendición.-Pío XII

El Generalísimo Franco le contestó inmediatamente:

Inmensa emoción me ha producido telegrama de vuestra Santidad con motivo victoria total de nuestras armas, que en heroica cruzada han luchado contra enemigos de la Religión y de la Patria y de la civilización cristiana. El pueblo español, que tanto ha sufrido, eleva también con vuestra Santidad su corazón al Señor, que le dispensó su gracia, y le pide protección para su gran obra del porvenir. (...)

Dos semanas después, el 16 de abril de 1939, Radio Vaticano difundió un mensaje leído por el propio papa Pío XII que comenzaba con la frase Con inmenso gozo y en el que también hacía referencia a la «victoria» de los que «se habían propuesto la difícil tarea de defender y restaurar los derechos y el honor de Dios y de la Religión». El mensaje comenzaba así:

Con inmenso gozo nos dirigimos a vosotros, hijos queridísimos de la Católica España, para expresaros nuestra paterna congratulación por el don de la paz y de la victoria, con que Dios se ha dignado coronar el heroísmo cristiano de vuestra fe y caridad, probado en tantos y tan generosos sufrimientos.

## Ceremonia
Según el historiador Hilari Raguer se trató de una ceremonia «medievalizante que quería representar en forma de drama sacro la ideología de la guerra santa que acababa de concluir» en la que el general Franco con uniforme de capitán general, camisa azul (de Falange) y boina roja (de los requetés) acompañado de su esposa entró bajo palio en el templo mientras el órgano hacía sonar el himno nacional donde ofrendó la espada de la victoria a Dios. El historiador Julián Casanova también ha descrito la ceremonia como «arcaica y medievalizante».
Estuvo presidida por el cardenal primado Isidro Gomá acompañado de otros veinte obispos y había sido organizada por Ramón Serrano Súñer. Franco llegó a la plaza de las Salesas a las once de la mañana y fue recibido con repique de campanas. Le escoltaba la Guardia Mora. En su pecho exhibía la Gran Cruz Laureada de San Fernando que le había sido impuesta el día anterior. Franco se dirigió a la iglesia a pie, caminando sobre una alfombra que se extendía desde la calle al presbiterio, atravesando la puerta de la iglesia y las gradas exteriores del atrio. Todo ello mientras sonaba una salva de ordenanza y un coro de «flechas» y de la Sección Femenina cantaban el Cara al sol. Los «flechas» formaron un arco de palmas bajo el que pasó el dictador.
A la entrada del templo esperaban a Franco el cardenal primado; una veintena de obispos y arzobispos, entre los que se encontraba el obispo de Madrid-Alcalá, Eijo y Garay, que le dio a besar su anillo y un crucifijo; las autoridades militares; el Gobierno; y una gran cantidad de miembros del cuerpo diplomático, entre los que se encontraba el nuncio vaticano monseñor Gaetano Cicognani.
Ya dentro del templo, en un gesto muy significativo, Franco se aproximó al altar bajo palio, portado por miembros del Gobierno, un privilegio litúrgico reservado al Santísimo Sacramento y a los monarcas españoles. Diversas reliquias y antigüedades relacionadas con la historia religiosa y militar de España (que presagiaban el nacionalcatolicismo) se encontraban presentes en el interior de la iglesia: el Arca Santa con las reliquias de Don Pelayo, traída de la catedral de Oviedo; diversos objetos relacionados con la batalla de las Navas de Tolosa: el pendón de las Navas, capturado por el rey Alfonso VIII de Castilla a Miramamolín y conservado en el monasterio de las Huelgas,  y las «cadenas de Navarra», que protegían según la tradición la tienda del caudillo almohade y que fueron colocadas rodeando el presbiterio; la lámpara votiva del Gran Capitán; la imagen de la Virgen de Atocha (ante la que los reyes de España presentaban a sus descendientes y herederos y que, desaparecida durante la guerra había sido hallada poco antes en el Museo Arqueológico); o la linterna del barco que capitaneó Juan de Austria en la batalla de Lepanto. Fue recibido por el coro del Monasterio de Santo Domingo de Silos, dirigido por Justo Pérez de Urbel, que interpretó un cántico mozárabe del siglo X reservado a la recepción de príncipes.
Tras el Te Deum y la misa pontifical se realizó una ceremonia similar a una coronación, con el ungimiento del Caudillo y el reconocimiento del carácter «providencial» de su liderazgo. A continuación, el dictador ofreció la espada de la victoria «sobre los infieles» al cardenal Gomá, una ceremonia realizada en el pasado por los reyes de Castilla (se trataba de la espada que sus camaradas de la Legión le regalaron a Franco en 1926 al producirse su ascenso a general de brigada). La ceremonia finalizó con una plegaria del Generalísimo y la bendición de Gomá. Ambos se fundieron en un «efusivo abrazo». Las palabras de Franco fueron las siguientes:

Señor acepta complacido el esfuerzo de este pueblo, siempre tuyo, que conmigo, por Tu Nombre, ha vencido con heroísmo al enemigo de la Verdad en este siglo. Señor Dios, en cuya mano está todo Derecho y todo Poder, préstame tu asistencia para conducir a este pueblo a la plena libertad del Imperio para gloria tuya y de Tu Iglesia. Señor: que todos los hombres conozcan a Jesús, que es Cristo, Hijo de Dios vivo.

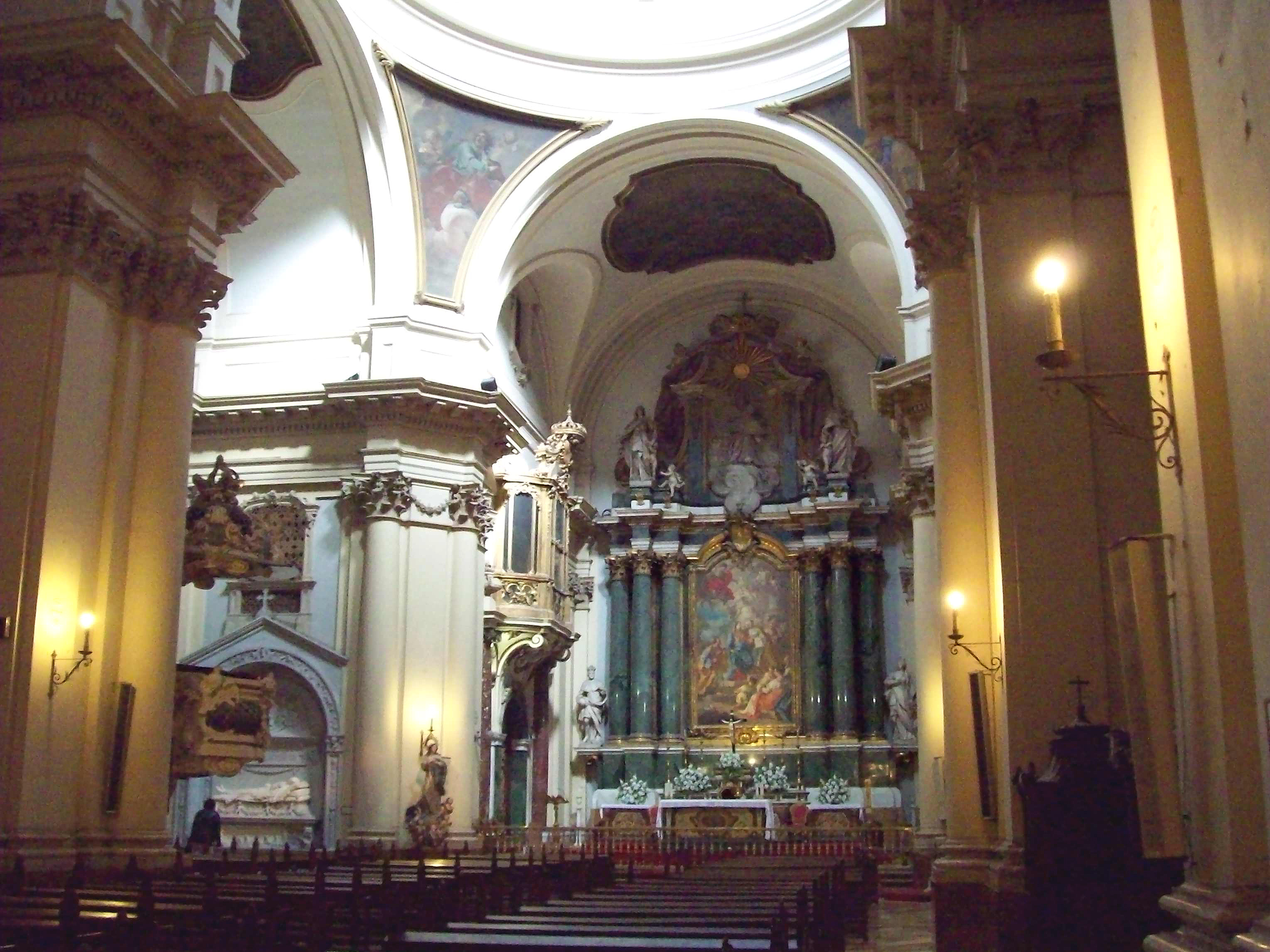
Interior de la iglesia de Santa Bárbara.

A continuación el cardenal Gomá bendijo a Franco, que estaba hincado de rodillas ante él:

El Señor sea siempre contigo. Él, de quien procede todo Derecho y todo Poder y bajo cuyo imperio están todas las cosas, te bendiga y con amorosa providencia siga protegiéndote, así como al pueblo cuyo régimen te ha sido confiado. Prenda de ello sea la bendición que te doy en el Nombre del Padre y del Hijo y del Espíritu Santo.

Al día siguiente el diario Arriba publicó: «Después de la Victoria, la Iglesia, el Ejército, el Pueblo, han consagrado a Franco Caudillo de España».
La espada quedó depositada en el altar mayor, frente al Santo Cristo de Lepanto, que había sido trasladado expresamente desde la catedral de Barcelona para la ocasión, y posteriormente fue exhibida en la catedral de Toledo, en cuyo museo se encuentra en la actualidad.
Franco salió de la iglesia de nuevo bajo palio visiblemente emocionado. Esa misma tarde, el Jefe del Estado recibió al cuerpo diplomático en el Monasterio de El Escorial. Se lanzaron fuegos artificiales por todo Madrid y en la terraza del edificio de la Telefónica (entonces el más alto de la capital) se prendió una palmera pirotécnica que duró un cuarto de hora.
Todos los rituales y localizaciones intentaban establecer un paralelismo entre la reciente «Cruzada de Liberación» y las luchas libradas en el pasado por los cristianos hispanos contra los musulmanes, así como reflejar la voluntad de permanencia en el poder de Franco. En palabras de Giuliana di Febo, la ceremonia aludía a «la antigua alianza entre la cruz y la espada como símbolo de la alianza entre el trono y el altar».